# Коровяк чёрный
Коровя́к чёрный (лат. Verbáscum nígrum) — многолетнее, реже двулетнее травянистое растение, вид рода Коровяк (Verbascum) семейства Норичниковые (Scrophulariaceae).

## Ботаническое описание

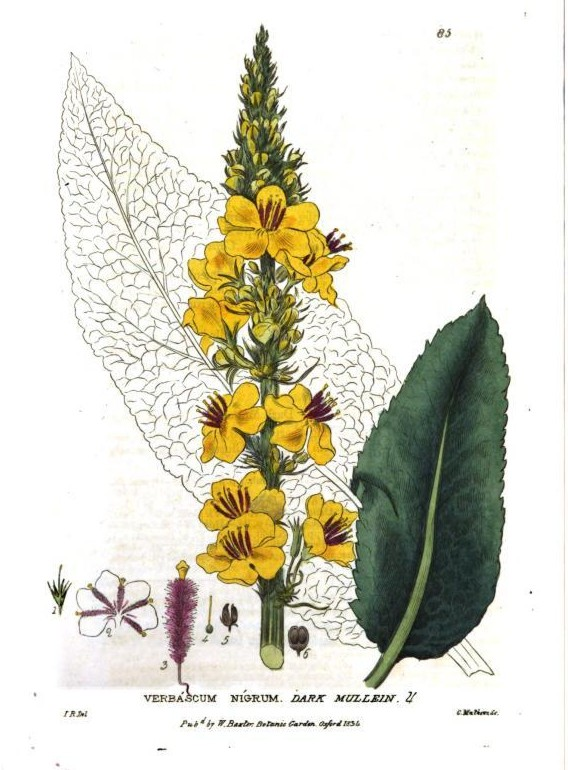
Ботаническая иллюстрация.

Стебель 50—120 см высотой, прямостоячий, при основании почти цилиндрический, выше ребристо-полосатый, облиственный, нередко черновато-красный, негусто покрытый ветвистыми волосками, вверху иногда разветвлённый, причём ветви никогда не достигают вершины главного стебля.
Листья сверху зелёные, усаженные рассеянными звездчатыми волосками, снизу более густо опушённые, реже голые или почти голые или же беловойлочные. Прикорневые листья длинно черешчатые, черешок достигает иногда 20 см длиной, пластинка их 15—30 см длиной, 5—15 см шириной, сердцевидно-яйцевидная или сердцевидно-продолговатая, при основании слегка сердцевидная или по крайней мере округлённая, по краям двоякогородчато-зубчатая. Средние стеблевые листья черешчатые; верхние почти сидячие, из сердцевидного или обрубленного основания яйцевидные или ланцетные, по краю городчато-зубчатые.
Соцветие — верхушечная, довольно густая кисть, обыкновенно не разветвлённая, иногда с боковыми ветвями. Цветки собраны в пучки по 5—10, отдельные пучки расставленные или же сближенные. Прицветники линейные, одинаковой длины с более длинными цветоножками или даже их превышающие. Цветоножки, подобно прицветникам, опушённые, не утолщающиеся, более длинные, достигают 5—12 мм длины. Чашечка 3,5—4 мм длиной, почти до основания разделённая на узкие, линейные доли. Венчик жёлтый (очень редко белый), в зеве с буроватыми пятнами, с просвечивающими точками, снаружи усаженный звездчатыми волосками. Нити передних тычинок на верхушке голые, при основании густо усаженные фиолетовыми сосочковидными волосками; три задних тычинки усажены такими же волосками по всей длине; пыльники все почковидные. Столбик голый или же при основании рассеянно волосистый. Рыльце прижато, полушаровидное. Цветение в июне—июле.
Коробочка широкоэллиптически-обратноовальная, 4—5 мм длиной, тупая, без носика, превышающая чашечку немного или почти вдвое; опушение коробочки не опадающее.
Вид описан из Западной Европы.
|                                 |  |
| Слева направо: соцветие, цветок |  |

## Распространение и экология
Европа: Дания, Финляндия, Норвегия, Швеция, Великобритания, Австрия, Бельгия, Чехословакия, Германия, Венгрия, Нидерланды, Польша, Швейцария, Албания, Болгария, Югославия, Греция, Италия, Румыния, Франция, Испания (включая Балеарские острова); территория бывшего СССР: Белоруссия, Эстония, Латвия, Литва, Молдавия, Украина, Европейская часть России, Западная Сибирь, запад Восточной Сибири.
Растёт по обрывам, крутым берегам рек, реже по лугам.

## Хозяйственное значение и использование
Хороший позднелетний медонос. Нектаропродуктивность одного цветка 0,3582—1,0319 мг. На одном растении насчитывается в среднем 580 цветков. Цветет с конца июня до середины августа. Раньше начинают цвести растения по склонам холмов, в оврагах и балках зацветают позднее. В составе сахаров нектара преобладает фруктоза (63,81—78,51 %). Производя приблизительный расчеты, можно определить, что на 1 га чистых посевов растет более 100 млн цветков, с которых пчёлы способны собрать 146 кг пыльцы и около 100 кг нектара. Мёд кристаллизуется слабо, одинаково подходит как для развития семей в тёплое время года, так и для зимовки. Коровяк играет очень важную роль, заполняя период отсутствия взятка, особенно в южных регионах бывшего СССР.

## Классификация

### Таксономия
- Verbascum nigrum L., 1753, Sp. Pl. : 178

Вид Коровяк чёрный включается в род Коровяк (Verbascum) семейства Норичниковые (Scrophulariaceae) порядка Ясноткоцветные (Lamiales), последовательно входящего в более крупные клады Ламииды → Астериды → Суперастериды → Эвдикоты → Цветковые растения. Таксономическая схема в соответствии с Системой APG IV по состоянию на июнь 2024 года:
|  |                          |  |                                   |                                   |                        |  | еще 23 семейств | еще 23 семейств |                    |  |                         |  | еще 743 подтвержденных вида и 161 вид, ожидающий подтверждения | еще 743 подтвержденных вида и 161 вид, ожидающий подтверждения |  |
|  |                          |  |                                   |                                   |                        |  | еще 23 семейств | еще 23 семейств |                    |  |                         |  | еще 743 подтвержденных вида и 161 вид, ожидающий подтверждения | еще 743 подтвержденных вида и 161 вид, ожидающий подтверждения |  |
|  |                          |  |                                   | порядок Ясноткоцветные            |                        |  |                 |                 | род Коровяк        |  |                         |  |                                                                |                                                                |  |
|  |                          |  |                                   | порядок Ясноткоцветные            |                        |  |                 |                 | род Коровяк        |  | 2 внутривидовых таксона |  |                                                                |                                                                |  |
|  | клада Цветковые растения |  |                                   |                                   | семейство Норичниковые |  |                 |                 | вид Коровяк чёрный |  |                         |  |                                                                |                                                                |  |
|  | клада Цветковые растения |  |                                   |                                   |                        |  |                 |                 |                    |  |                         |  |                                                                |                                                                |  |
|  |                          |  | ещё 63 порядка цветковых растений | ещё 63 порядка цветковых растений |                        |  |                 | еще 59 родов    | еще 59 родов       |  |                         |  |                                                                |                                                                |  |
|  |                          |  |                                   | ещё 63 порядка цветковых растений |                        |  |                 |                 | еще 59 родов       |  |                         |  |                                                                |                                                                |  |

### Внутривидовые таксоны
- Verbascum nigrum subsp. abietinum (Borbás) I.K.Ferguson
- Verbascum nigrum subsp. nigrum